# Belle Isle, Florida
Belle Isle är en stad (city) i Orange County, i delstaten Florida, USA. Enligt United States Census Bureau har staden en folkmängd på 6 111 invånare (2011) och en landarea på 6 km².